# Нёмалъёган
Нёмалъёган (устар. Немал-Юган) — река в Шурышкарском районе Ямало-Ненецкого АО. Устье реки находится на 35-м км по левому берегу реки Зажимчар. Длина реки составляет 97 км, площадь водосборного бассейна — 443 км².

## Данные водного реестра
По данным государственного водного реестра России относится к Нижнеобскому бассейновому округу, водохозяйственный участок реки — Обь от впадения реки Северная Сосьва до города Салехард, речной подбассейн реки — бассейны притоков Оби ниже впадения Северной Сосьвы. Речной бассейн реки — (Нижняя) Обь от впадения Иртыша.